# Дациншан
Дациншан (на китайски: 大青山) е планински хребет в Северен Китай, в автономния регион Вътрешна Монголия, в северната част на планинската система Иншан. Простира се от запад на изток на протежение от 260 km северно от големия завой на река Хуанхъ, покрай нейния ляв бряг. Максимална височина 2850 m. Изграден е основно от гнайси, пясъчници и базалти. Южният му склон, спускащ се към долината на река Хуанхъ е стръмен и силно разчленен, а северният – полегат. Растителността е предимно степна, на базата на която в района се развива пасищно животновъдство. На източният му край е разположен град Хоххот, административен център на Вътрешна Монголия, а на южното му подножие, на брега на Хуанхъ – град Баотоу.